# Aeschynomene tambacoundensis
Aeschynomene tambacoundensis är en ärtväxtart som beskrevs av Jean Berhaut. Aeschynomene tambacoundensis ingår i släktet Aeschynomene och familjen ärtväxter. IUCN kategoriserar arten globalt som livskraftig. Inga underarter finns listade i Catalogue of Life.